# Psechrus libelti
Espèce
Psechrus libelti est une espèce d'araignées aranéomorphes asiatiques de la famille des Psechridae.

## Distribution
Cette espèce se rencontre en Indonésie à Sumatra et au Kalimantan, au Brunei, en Malaisie, à Singapour et dans le Sud de la Thaïlande,.
Sa présence est incertaine aux îles Nicobar et à Palawan.

## Description
La carapace de la femelle holotype mesure 7 mm de long sur 5,1 mm et l'abdomen 12,5 mm de long sur 4,5 mm.
La femelle décrite par Omelko et Fomichev en 2023 mesure 19,7 mm.

## Systématique et taxinomie
Cette espèce a été décrite par Kulczyński en 1908. Elle est placée en synonymie avec Psechrus singaporensis par Levi en 1982. Elle est relevée de synonymie par Bayer en 2012.

## Publication originale
- Kulczyński, 1908 : « Symbola ad faunam Aranearum Javae et Sumatrae cognoscendam. I. Mygalomorphae et Cribellatae. » Bulletin International de l'Academie des Sciences de Cracovie. Classe des Sciences Mathematiques et Naturelles, vol. 1908, p. 527-581.